# William Brewster (Presbyter)

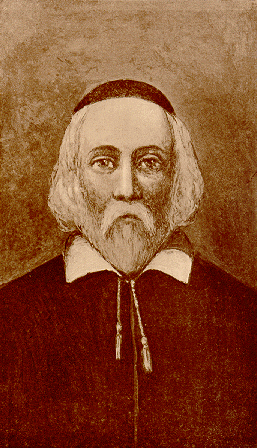
Porträt von William Brewster

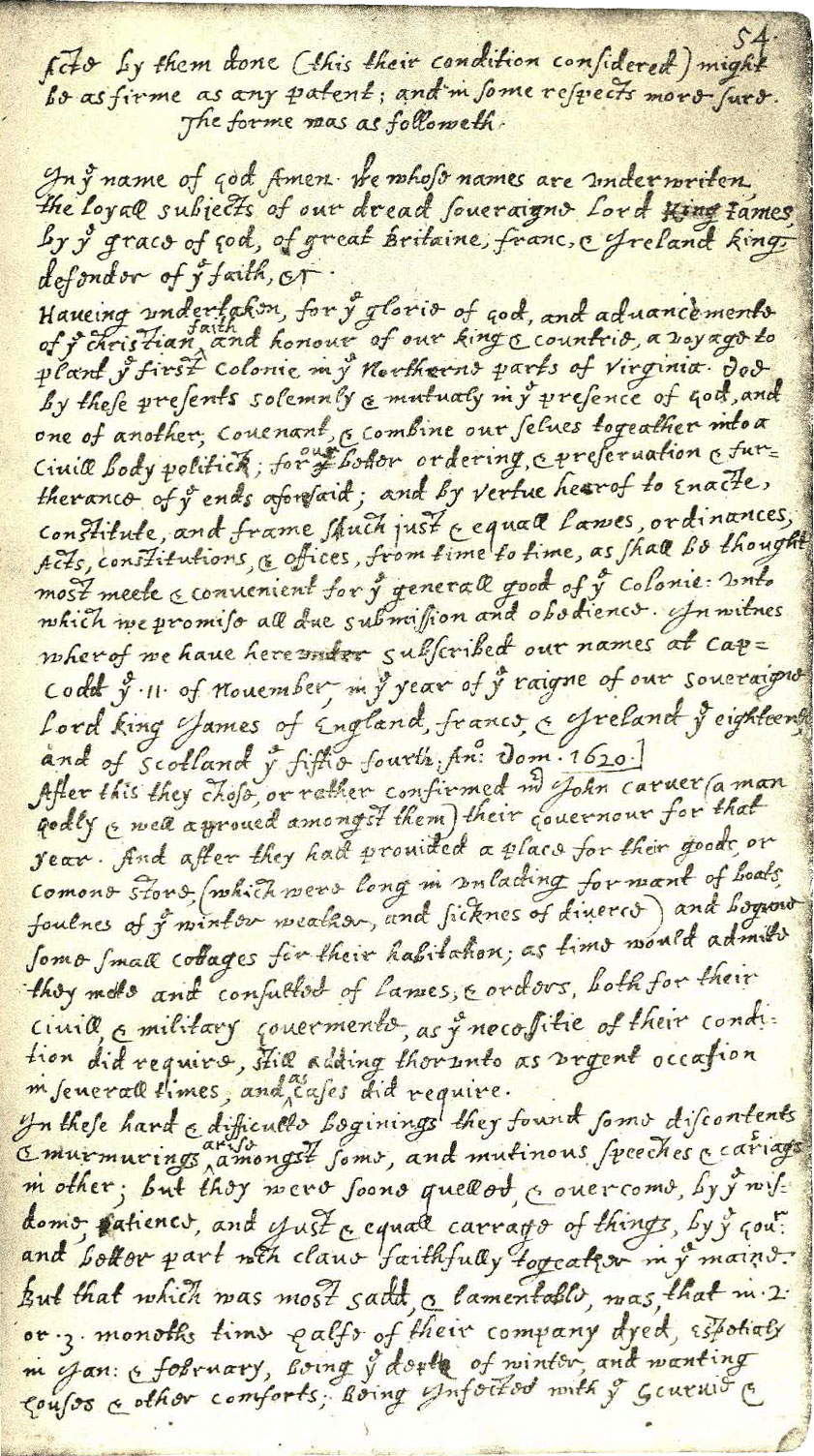
William Bradfords Abschrift des Mayflower-Vertrags

William Brewster (* ca. 1566 vermutlich in Scrooby, Nottinghamshire, England; † 10. April 1644, beerdigt in Plymouth, Neuengland) war ein englischer Kirchenältester der separatistischen Kongregationalisten an Bord der Mayflower (1620) und eine der führenden Persönlichkeiten in der Plymouth Colony.

## Leben

### Junge Jahre in England
William Brewster wurde sehr wahrscheinlich 1566 in Scrooby in der englischen Grafschaft Nottinghamshire geboren. Er begann ab 3. Dezember 1580 ein Studium am Peterhouse College in Cambridge, ohne jedoch mit einem Titel abzuschließen. Er arbeitete von 1583 bis 1589 als Sekretär des wohlhabenden Diplomaten William Davison, mit dem er in die Niederlande ging und dort auch die etwas freiere Religionsausübung kennenlernte. Enttäuscht vom englischen Königshof und wegen der Krankheit seines Vaters kehrte er nach Scrooby zurück, wo er dessen Posten als höherer Postbeamter übernahm. Beeinflusst vom Dissenter Robert Browne und von Pastor Richard Clyfton begann er ab 1602 eigene Versammlungen in seinem herrschaftlichen Haus durchzuführen. Ab 1606 formierte sich eine separatistische Kongregationalistengemeinde im Ort, und er wurde zu einem Kirchenältesten dieser Kirchgemeinde gewählt, in der John Robinson Pastor war.

### Emigration in die Niederlande

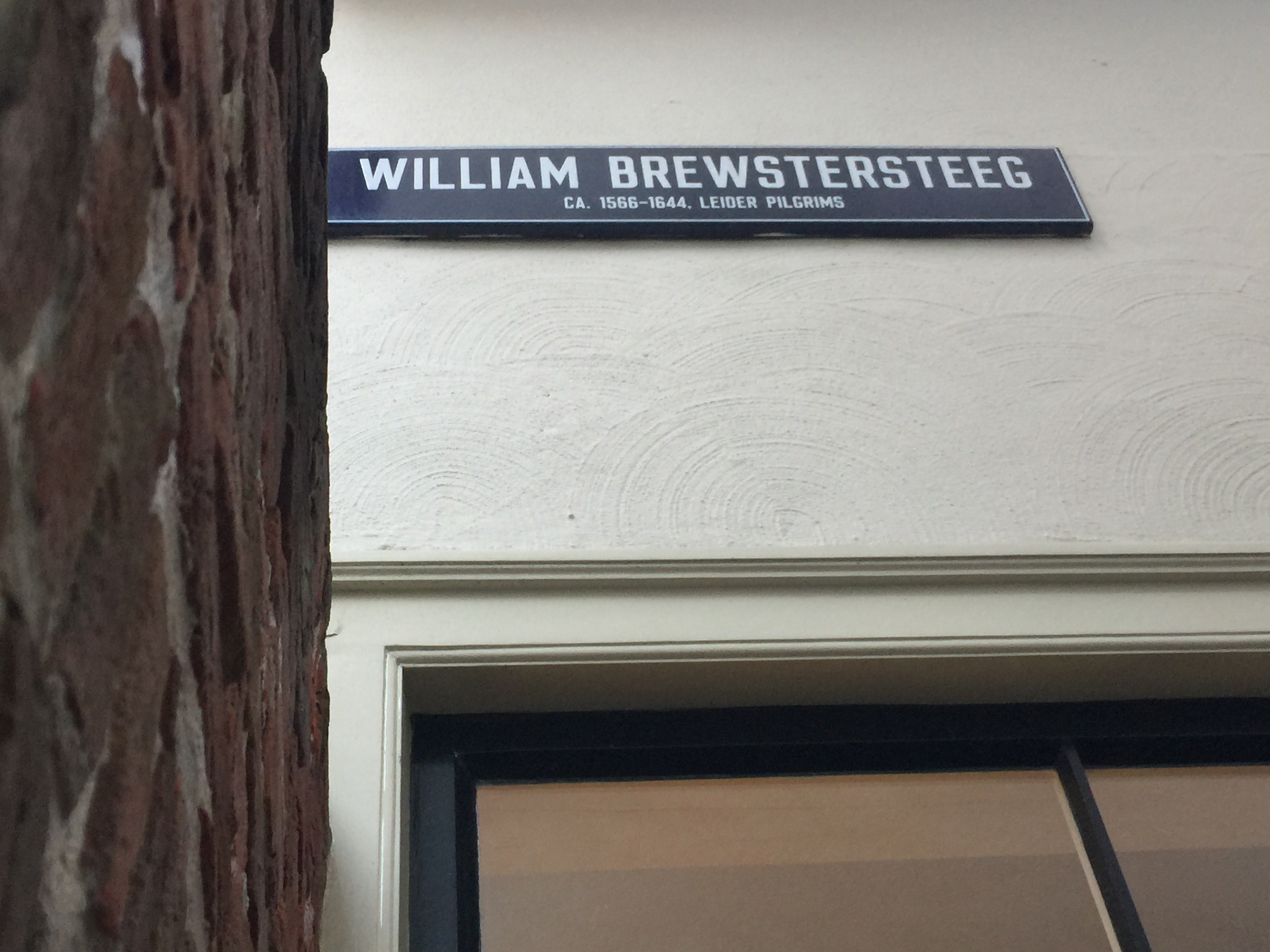
William Brewster Gasse in Leiden

Brewster emigrierte 1608 mit ungefähr hundert Personen der Kongregationalisten, um der Verfolgung durch die anglikanische Staatskirche zu entgehen, in die Niederlande, zuerst nach Amsterdam, dann 1609 nach Leiden. Dort arbeitete Brewster als Englischlehrer für Studenten der Universität und auch als Drucker. Mit Thomas Brewer ließ er im Geheimen Schriften für die englischen Puritaner drucken, die jedoch von der britischen Krone verboten wurden. Nachdem er und Edward Winslow in einer Streitschrift König Jakob I. und die anglikanischen Bischöfe scharf angegriffen hatten, entgingen sie nur knapp der Verhaftung. Als sich die Möglichkeit bot, in Nordamerika eine eigene Kolonie zu gründen, kehrte ein Teil der Separatisten 1619 für kurze Zeit nach England zurück und brach 1620 zur Überfahrt an Bord der Mayflower auf. Der Laie Brewster war als Kirchenältester das geistliche Oberhaupt dieser Gruppe, da Pastor John Robinson, der bisher die Gemeinde geleitet hatte, in den Niederlanden geblieben war. Brewster war einer der Verfasser und Unterzeichner des Mayflower-Vertrags.

### Aufbau der Plymouth Colony
Als einziger der Pilgerväter mit einer universitären Ausbildung behielt Brewster die Aufgabe, die Kirchengemeinde zu leiten und zu predigen, bis 1629 der neu aus England immigrierte Pastor Ralph Smith diese Aufgaben übernahm. Brewster und seine Familie verdienten ihren Lebensunterhalt vor allem als Farmer zuerst in der Plymouth Colony und später in der Nähe der Nachbarkolonie von Duxbury, die nördlich von Plymouth lag. Zudem war er Prediger und Berater des langjährigen Gouverneurs William Bradford. Brewster starb am 10. April 1644; er wurde auf dem Friedhof der Kolonie in Plymouth im heutigen Bundesstaat Massachusetts beerdigt, wo heute auch ein Denkmal aus Stein an ihn erinnert. Menschen, die mit ihm zu tun hatten, beschrieben ihn als fromm, gebildet, warmherzig und hilfsbereit. Die Gemeinde schätzte es, dass er in den meisten seiner Predigten langatmige theologische Abhandlungen vermied.
Brewsters geschichtliche Bedeutung bestand darin, dass er in wesentlicher Weise an der Grundlegung der demokratischen Selbstverwaltung (englisch: self-government, self-rule) in Nordamerika mitarbeitete.

## Familie
Brewster heiratete um 1592 Mary, deren Familienname nicht überliefert ist. Mit zwei von fünf kleinen Kindern übersiedelten sie 1620 nach Plymouth Colony, ein weiteres folgte 1621 und zwei Mädchen 1623. Mary starb am 17. April 1627, aber er heiratete nicht mehr. Insgesamt sind sechs Kinder bekannt: Jonathan (1593–1600), Patience (* 1603), Fear (* 1605), Love (* 1607), Wrestling (1611–1651) und ein Unbenanntes (* 1609), das früh starb. Nur Jonathan und Love überlebten ihren Vater nach dessen Tod 1644.